# Icterus laudabilis
El turpial de Santa Lucía (Icterus laudabilis) es una especie de ave paseriforme de la familia Icteridae. Es endémica de la isla de Santa Lucía.
Su hábitat natural son los bosques secos, matorrales y bosques degradados. Está amenazado por la pérdida de hábitat.